# 三上大樹
三上 大樹（みかみ ひろき、1986年4月16日 - 2024年10月5日）は、元テレビ朝日のアナウンサー。

## 来歴・人物
神奈川県横須賀市出身。神奈川県立横須賀高等学校から早稲田大学スポーツ科学部へ進学。高校時代は硬式野球部、大学時代は準硬式野球部に所属していた。
大学卒業後の2009年4月、テレビ朝日に入社。同期入社は板倉朋希、宇賀なつみ、加藤真輝子。入社後は、『ワイド!スクランブル』月～木曜日のコーナー「ズームEYES」を担当するかたわら、スポーツアナウンサーとしても活動していた。
2014年の第96回全国高等学校野球選手権大会期間中には、新人アナウンサーの山本雪乃と共に、朝日放送との共同制作による大会ダイジェスト番組『熱闘甲子園』のサブキャスターを務めた （三上は試合ナレーター兼任）。2015年の同番組では試合ナレーターだけの担当となったが、大会序盤にテレビ中継の実況を2試合担当した。
2019年9月22日、約半年前に結婚していたことが明らかとなった。

### 死去
2024年10月5日、病気のため死去。訃報は同月8日にテレビ朝日を通して公表された。38歳没。三上は同年7～8月に開催されたパリオリンピックでもジャパンコンソーシアムの一員として実況を務めており、同年9月13日に『報道ステーション』でスポーツニュースのナレーションを担当したのが生前最後の仕事となった。
具体的な病名は明かされていないが、同局の関係者によれば「急に具合が悪くなって入院した」という。
訃報を受け、同業のアナウンサーをはじめ棚橋弘至や織田信成などスポーツ界から死を悼む声が上がった。
葬儀には上地雄輔、秋山翔吾、小泉進次郎らも参列した。

## 出演番組
報道・情報番組
| 期間                            | 期間                            | 番組名              | 役職                                                                             |
| ------------------------------- | ------------------------------- | ------------------- | -------------------------------------------------------------------------------- |
| 2010年4月                       | 2010年9月                       | やじうまプラス      | 木・金曜日スポーツキャスター                                                     |
| 2011年4月                       | 2014年3月                       | ワイド!スクランブル | 『ズームEYES』月～木曜日担当                                                     |
| 2013年4月                       | 現在                            | Get sports          | 進行役 ※2017年4月17日までは、内包番組『ANN NEWS&SPORTS』スポーツキャスターも兼務 |
| 2015年7月                       | 2017年3月                       | ANNニュース         | 日曜日20:54枠での上山千穂の代行キャスター                                        |
| 2017年7月23日・7月30日・8月27日 | 2017年7月23日・7月30日・8月27日 | TOKYO応援宣言       | 清水俊輔の代行キャスター                                                         |

スポーツ関連・中継担当番組
- ワールドプロレスリング
- スポーツ中継各種
- 東京六大学野球中継（BS朝日、CSスカイ・A sports+）
- 熱闘甲子園（テレビ朝日・朝日放送共同制作、2014年8月）
- 2013 ワールド・ベースボール・クラシック中継（ベンチリポーターおよびグラウンドレベルリポーターを担当）
- プロ野球完全中継 全力!ライオンズ（CSテレ朝チャンネル2）

## 同期アナウンサー
- 板倉朋希
- 宇賀なつみ（2019年3月退社）
- 加藤真輝子（2024年12月退社）